# سیارک ۱۱۳۴۱
سیارک ۱۱۳۴۱ (به انگلیسی: 11341 Babbage، نامگذاری:1996XE2) یازده هزار و سیصد و چهل و یکمین سیارک کشف شده‌است که در ۳ دسامبر ۱۹۹۶ کشف شد.
قدر مطلق سیارک برابر ۱۳٫۷۰ است.